# Estación de Monforte de Lemos
Monforte de Lemos es una estación ferroviaria española situada en el municipio de Monforte de Lemos, en la provincia de Lugo, Galicia. Ha sido históricamente un importante nudo ferroviario de la red al confluir en ella las líneas León-La Coruña y Monforte-Redondela, distribuyendo el tráfico procedente de la Meseta hacia La Coruña y Vigo, aunque ha perdido importancia con la llegada de la alta velocidad a Orense.
A su tráfico de trenes de larga y media distancia hay que unirle una importante función logística derivaba de su extensa playa de vías. Registró en 2023 un tráfico de 150.032 pasajeros, siendo la estación con mayor número de viajeros de la provincia de Lugo y la octava de Galicia.

## Situación ferroviaria
La estación, que se encuentra situada a 298 metros de altitud, forma parte de los trazados de las siguientes líneas férreas:
- Línea férrea de ancho ibérico Monforte de Lemos-Redondela, punto kilométrico 0,000, siendo la siguiente la estación de Canabal.[3]
- Línea férrea de ancho ibérico León-La Coruña, punto kilométrico 361,223, entre las estaciones de Puebla de Brollón y Rubián.[3]

## Historia
La llegada del ferrocarril a Monforte de Lemos va unida a dos líneas férreas: la Palencia-La Coruña y la León-Gijón que prolongaba esta última hasta Asturias. Con estos trazados se buscaba por un lado unir Galicia con la Meseta y por el otro conectar los puertos asturianos con los gallegos. Es ahí donde gana importancia la estación de Monforte ya que desde un principio se consideró necesario establecer un punto de bifurcación donde permitir que el trazado original a La Coruña permitiera una variante hasta Vigo, el otro gran puerto gallego. Conscientes de la dificultad del trazado por la difícil orografía, la Compañía del Noroeste de España concesionaria de las líneas optó por empezar las obras en las zonas más sencillas lo que supuso abrir el tramo León-Palencia en 1863.

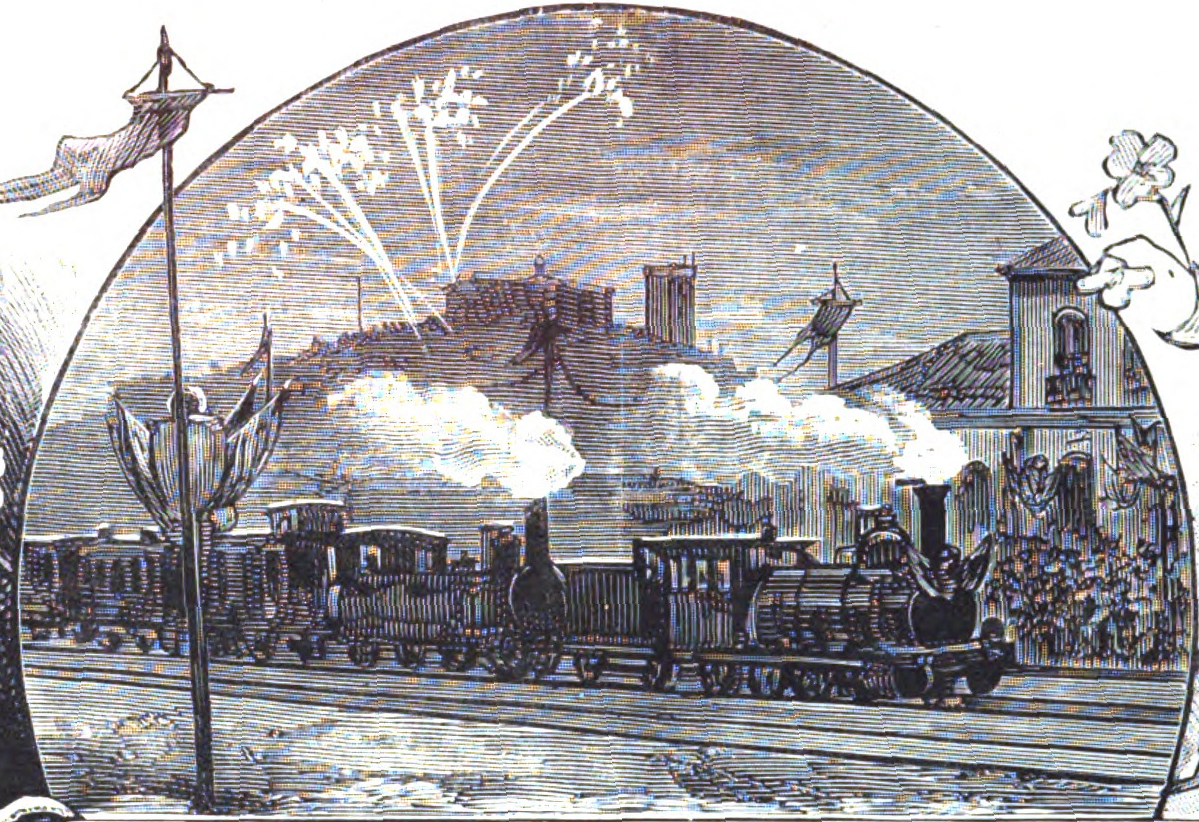
Llegada del tren a la estación de Monforte durante la inauguración de la línea (La Ilustración Española y Americana, 1883)

En 1875 se avanzó también por el lado gallego abriendo al tráfico el recorrido entre La Coruña y Lugo. Por aquella época Noroeste ya empezó a sufrir las consecuencias económicas de las complejas obras en las que se encontraba inmersa por lo que trató, sin éxito una fusión con la Compañía del Ferrocarril de Medina a Zamora y de Orense a Vigo. Lejos de mejorar la situación de Noroeste fue empeorando hasta su quiebra. Sus concesiones fueron retomadas por la Compañía de Asturias, Galicia y León (AGL) en 1880. Por fin, el 31 de agosto de 1883 la apertura del tramo Toral de los Vados-Oural supuso la llegada de la línea a Monforte y la finalización de las obras de la línea.

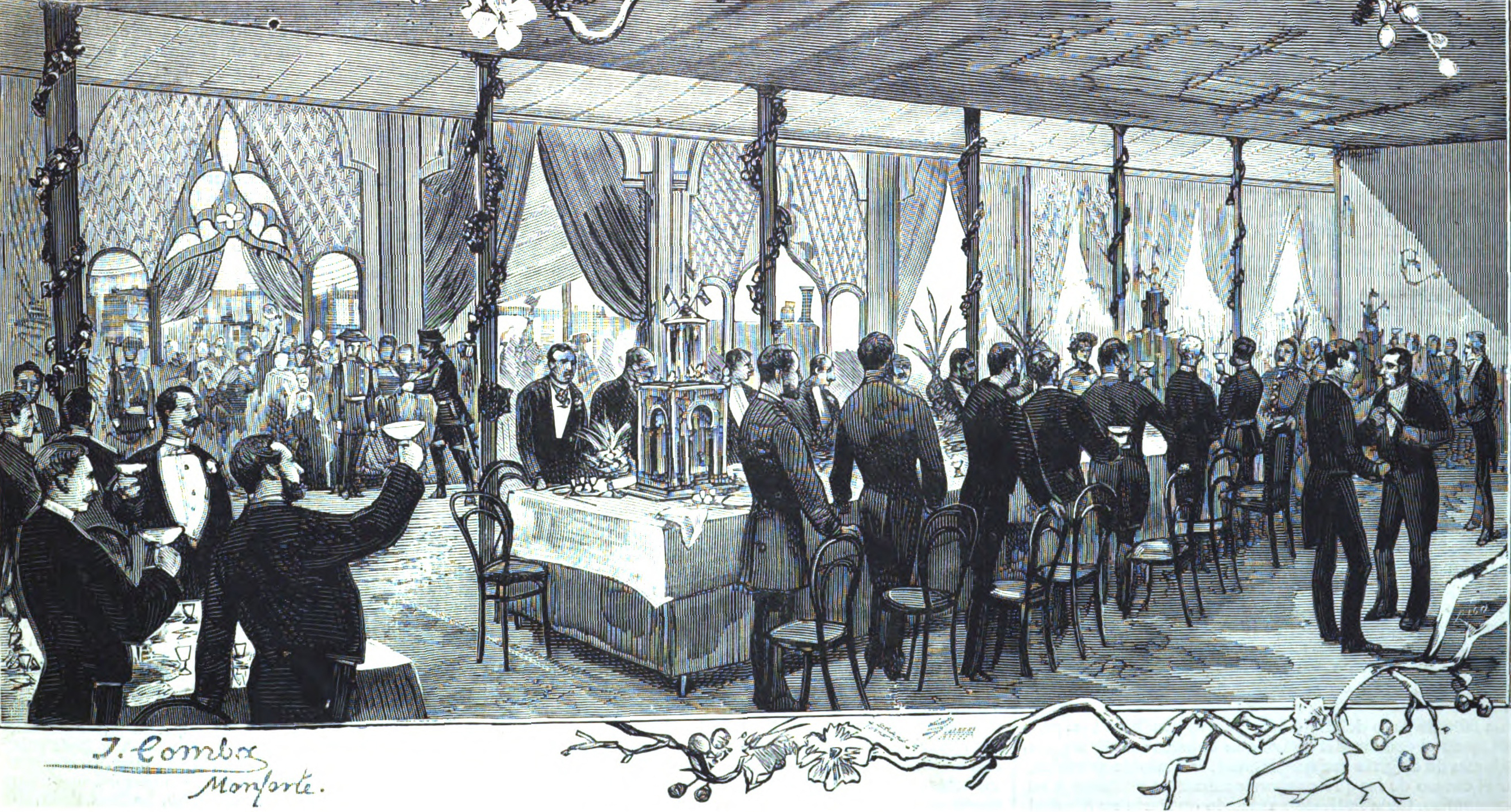
Banquete de inauguración en Monforte (1883)

La inauguración oficial corrió a cargo del rey Alfonso XII, y fue uno de los motivos de la concesión a Monforte de Lemos del título de "ciudad", en orden a su progreso, aumento de su industria, y en especial sus esfuerzos en los trabajos del ferrocarril.
Al igual que Noroeste, AGL no tardó en verse afectada por los problemas económicos siendo absorbida por la poderosa Norte. Esta situación se mantuvo hasta que nacionalización de ferrocarril en España en 1941 y la creación de RENFE. En 1962, la electrificación del tramo Ponferrada-Monforte acrecentó la importancia de la estación, una importancia que siguió aumentando con la pronta llega a la zona de las locomotoras diésel como sustitutas del vapor. En 1982, la electrificación se amplió de Monforte hasta Vigo.
Todo ello convirtió la estación en el auténtico motor de la economía de la ciudad, hasta que reestructuraciones desplazaron gran parte del nudo ferroviario existente, además del puesto de mando, a la ciudad de Orense, mientras que el único taller de reparación de máquinas de Galicia, fue trasladado a León; ello conllevó un período de decadencia económica en la ciudad. Aun así, se mantienen en funcionamiento una parte de estos talleres y el recinto sigue teniendo una importancia ferroviaria notable.
En el año 2015 se mejoró la accesibilidad de la estación mediante el recrecido del nivel de los andenes para facilitar el acceso de las personas con movilidad reducida a los trenes.
Entre noviembre de 2022 y noviembre de 2024 la circulación entre Orense y Monforte se realizó en autobús debido a las obras de modernización de la línea para la llegada de trenes de alta velocidad. En 2023 la estación cerró durante varias semanas por las obras de construcción de un nuevo paso inferior entre andenes y la instalación de ascensores. Durante este período los viajeros fueron transbordados por carretera mediante autobuses.

## La estación

### Ubicación y accesos

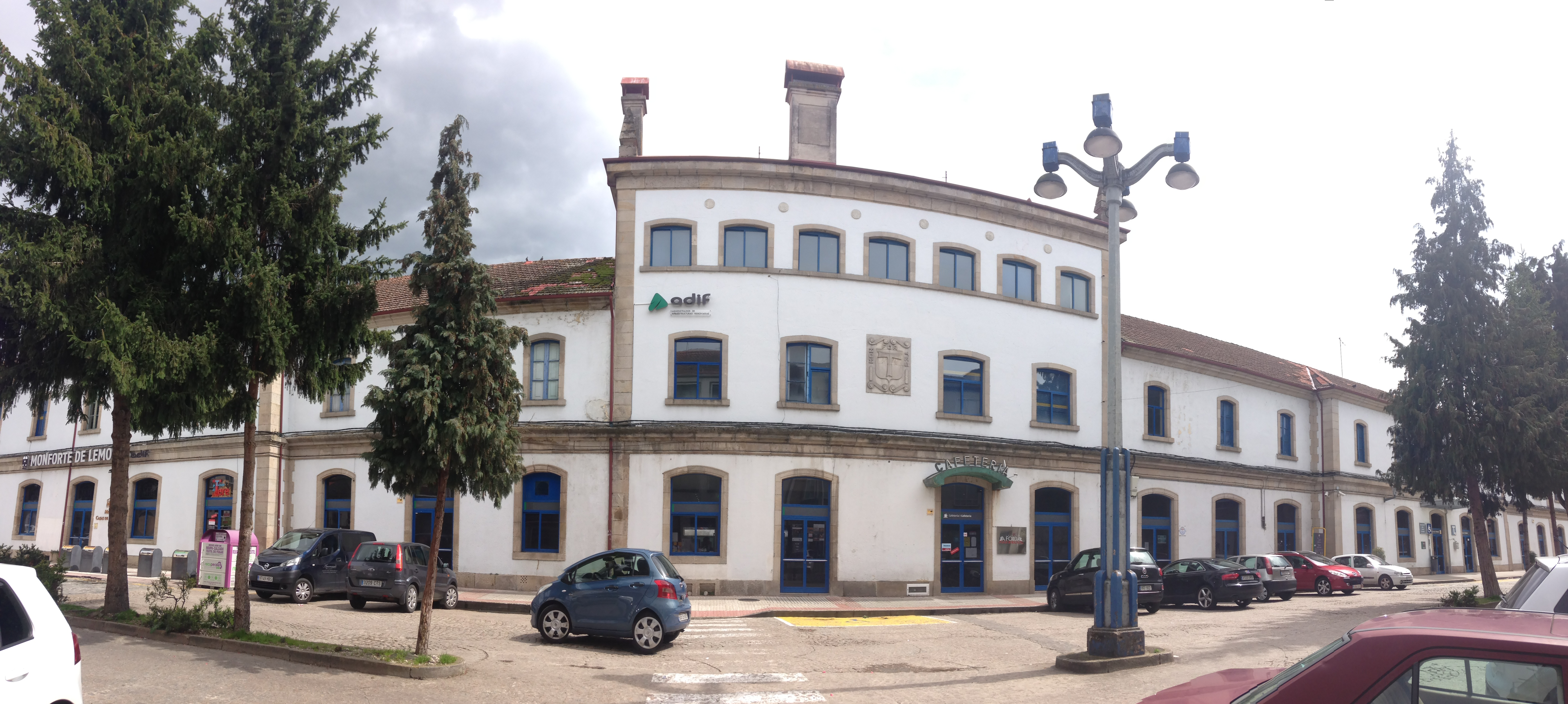
Fachada de la estación, en la plaza de la Estación.

La estación se encuentra al noreste del centro urbano, en el barrio de la Estación, desarrollado a partir de su inauguración. Concretamente se encuentra en la plaza de la Estación, que es accesible desde las calles Rosalía de Castro, Concepción Arenal, La Coruña y Leopoldo Calvo Sotelo.

### Instalaciones
Desde un punto de vista arquitectónico el edificio para viajeros de grandes dimensiones muestra un aspecto sobrio y funcional. Está compuesto por un pabellón central de tres plantas al que se anexan dos alas laterales de varios cuerpos de una altura algo inferior al elemento central. Las extensas fachadas se ven adornadas con abundantes vanos adintelados que se reparten de forma simétrica. El recinto, en su interior, cuenta con una amplia sala de espera y vestíbulo, venta de billetes, aseos y servicios adaptados para las personas con discapacidad.
Algunas de las muchas infraestructuras que cayeron en desuso, como sucede con el depósito de máquinas, han sido objeto de remodelación y albergan el Museo del Ferrocarril de Galicia.

### Vías
En la zona de vías, marquesinas propias cubren los tres andenes (uno lateral y dos centrales) con los que cuenta la estación. Al andén lateral accede la vía 1, mientras que las vías 2, 3, 4 y 5 acceden respectivamente al primer y al segundo andén central. Estas son las vías usadas principalmente por el tráfico de viajeros pero solo son una pequeña parte de la extensa playa de vías existente. En paralelo a las vías mencionadas y alejándose del edificio principal se encuentran las vías numeradas del 6 al 14. A estas hay que unir otras ocho vías muertas. Son las vías 2A y 2B (finalizan en los extremos del primer andén central), 21, 22, 41 y 42, estas concluyen en los laterales del edificio para viajeros, dos en un extremo y las otras dos en el otro y las vías 33 y 34, situadas dirección Lugo y algo alejadas del entramado principal. Esta zona incluye también las vías 31 y 32. En total son 24 las vías numeradas existentes en Monforte de Lemos. El entramado de vías se ve completado por diversas instalaciones como muelles de carga, talleres o almacenes.
Es importante señalar que la línea que se dirige a La Coruña carece de electrificación, por lo que cualquier tren que trajera locomotora eléctrica debe cambiarla por una diésel. Actualmente se encuentra en obras el tramo entre Monforte y Lugo para dotarlo de electrificación a 25 kV de corriente alterna.
La línea hacia Ponferrada y la línea que tiene como destino Vigo-Guixar sí que disponen de vía electrificada, pero los trenes procedentes de León y con destino Vigo-Guixar o viceversa deben invertir el sentido de la marcha en esta estación y situar la locomotora de un extremo de la composición al otro.

## Servicios ferroviarios

### Larga Distancia
Los servicios de Larga Distancia operados por Renfe permiten unir Monforte con Barcelona y Madrid gracias a servicios diurnos Alvia. Antes de la pandemia de COVID-19 disponía también de un servicio diurno Intercity al País Vasco y de servicios nocturnos Trenhotel a Barcelona y Madrid.

### Media Distancia
Monforte de Lemos dispone de servicios de Media Distancia que la unen con La Coruña, Lugo, Ponferrada, León, Orense y Vigo. Algunos de ellos sirven de enlace para coger el AVE a Madrid en Orense.

## Conexiones
En la Plaza de la Estación hay una parada de taxis y también para en ella el autobús urbano. La estación de autobuses de Monforte se encuentra a 750 m de la estación de ferrocarril.